# Chiny, Belgien
Chiny är en kommun i Belgien.   Den ligger i provinsen Luxemburg och regionen Vallonien, i den sydöstra delen av landet, 150 km sydost om huvudstaden Bryssel. Antalet invånare är 5 122.
I omgivningarna runt Chiny växer i huvudsak blandskog. Runt Chiny är det ganska glesbefolkat, med 43 invånare per kvadratkilometer.